# Nocardia higoensis
Espèce
Nocardia higoensis est une espèce de bactéries de la famille des Nocardiaceae.

## Taxonomie
Le nom correct complet (avec auteur) de ce taxon est Nocardia higoensis Kageyama et al. 2004.

### Étymologie
L'étymologie du nom spécifique de N. higoensis est la suivante : hi.go.en’sis. N.L. masc./fem. adj. higoensis, appartenant à Higo, un nom géographique traditionnel pour la préfecture de Kumamoto au Japon, origine de la souche type (higonensis serait probablement plus juste).